# Obiparadijskraai
De obiparadijskraai  (Lycocorax obiensis) is een middelgrote vertegenwoordiger van de familie Paradisaeidae (paradijsvogels). De vogel werd in 1865 door Heinrich Agathon Bernstein als aparte soort beschreven, maar werd daarna als ondersoort van de halmaheraparadijskraai (L. pyrrhopterus) beschouwd.

## Kenmerken
De vogel is 42 tot 43 cm lang vogel heeft een kraaiachtig formaat en is geheel zwart met een zacht en blauwgroen glanzend verenkleed. Hij heeft een grijze snavel en karmijnrode ogen net als de halmaheraparadijskraai.

## Verspreiding en leefgebied
De bruine paradijskraai is een van de weinige monogame paradijsvogels. De vogel is inheems in de laaglandwouden van Bisa en Obi.

## Status
Over de grootte van de populatie zijn geen exacte cijfers. Men veronderstelt dat het aantal redelijk stabiel is, daarom staat de vogel als niet bedreigd op de Rode Lijst van de IUCN.